# Temný obraz
Temný obraz (1977, A Scanner Darkly) je sci-fi román amerického spisovatele Philipa K. Dicka. Kniha získala roku 1978 British Science Fiction Award.
Jméno románu je narážkou na První list Korintským apoštola Pavla, kde se píše: Dokud jsem byl dítě, mluvil jsem jako dítě, smýšlel jsem jako dítě, usuzoval jsem jako dítě; když jsem se stal mužem, překonal jsem to, co je dětinské. Nyní vidíme jako v temném zrcadle a skrze podobenství, potom však uzříme tváří tvář. Jde o to, že lidé nejsou schopni vidět skutečný svět a vidí jen jeho temný obraz, ale až přijde čas, Bůh odhalí pravdu.

## Obsah románu
Román se odehrává v blízké budoucnosti v Orange County v Kalifornii, ve světě kde bere drogy prakticky každý. Tzv. droga S (jako Smrt) je ale extrémně nebezpečná. Je získávána z malé modré rostliny, zvané Mors ontologica, a její užívání má za následek rozdělení mozkových hemisfér, rozdvojení osobnosti a nevratné poškození mozku. Lidé na ní závislí pozvolna ztrácejí kontakt s realitou.
Společnost proto bojuje proti distributorům drogy S všemi prostředky. Policisté se snaží pronikat mezi drogově závislé, aby se jejím dealerům dostali na stopu, a mnohdy se dokonce sami stávají závislými. To je případ i hlavního hrdiny Boba Arctora. Ten bydlí v domku se skupinou narkomanů, ale zároveň je tajným agentem protinarkotického oddělení známým jako Fred, jehož úkolem je sledovat své spolubydlící. Být agentem znamená absolutní anonymitu. Kolegové se nesmějí znát ani od pohledu, k čemuž využívají tzv. rušící obleky. Tak dostává agent Fred za úkol sledovat Boba Arctora.
Actor kupuje drogu od své přítelkyně Donny a doufá, že se přes ni dostane k drogovým výrobcům. Protože je však nucen drogu také užívat, aby se neprozradil, ztrácí postupně schopnost fungovat v reálném světě. Začíná uvažovat sám o sobě jako o druhé osobě, kterou je třeba přistihnout a usvědčit. Dochází k rozkladu jeho osobnosti tak, že již není schopen normálně žít a že jen stěží vykonává ty nejjednodušší úkony. Jeho prohlubující se paranoická psychóza je v románu popsána s mrazivou autenticitou.
Donna, která je ovšem také policejním agentem, odveze Boba do odvykacího zařízení Nová cesta. Vše naplánovala tak, aby jeho prostřednictvím pronikla do tohoto zařízení a prošetřila jeho vztahy k droze S. Po drastické rehabilitaci dostane Bob nové jméno Bruce a je přeložen na zemědělskou farmu Nové cesty, Zde zjistí, ačkoliv sám už to není schopen pochopit, že Nová cesta v lánech kukuřice pěstuje modré rostliny, které slouží k získávání drogy S. Reflexivně schová vzorek, který poslouží Donně jako důkaz, čímž je její mise úspěšně skončena.

## Filmové adaptace
- A Scanner Darkly (2006, Temný obraz), americký film, režie Richard Linklater.

## Česká vydání
- Temný obraz, Talpress, Praha 1998, přeložil Robert Tschorn.
- Temný obraz, Argo, Praha 2005, přeložil Robert Tschorn.